# Dicranomyia (Dicranomyia) submarina
Dicranomyia (Dicranomyia) submarina is een tweevleugelige uit de familie steltmuggen (Limoniidae). De soort komt voor in het Australaziatisch gebied.